# Джеймс Фокс
Джеймс Фокс (англ. James Fox; при народженні Вільям Фокс, англ. William Fox; 19 травня 1939, Лондон) — британський актор.

## Життєпис
Народився 19 травня 1939 року другим з трьох синів у родині театрального агента Робіна Фокса та акторки Анджели Вортінгтон. Як й усі чоловіки з родини Фокс навчався в Герроу. Вперше знявся в кіно підлітком 1950 року в фільмі «Історія Мінівер», й з тих пір його регулярно запрошували для виконання вікових ролей в картинах та телевізійних серіалах.
1963 року Джеймс Фокс, вже знявшись майже в двох десятках кінострічок, талановито втілює образ молодого англійця-аристократа в соціальній драмі «Слуга». За цю роботу йому вручають премію BAFTA в номінації «Найкращий дебют». Наступні за цією ролі в фільмах «Повітряні пригоди» (1965), «Погоня» (1966) та «Айседора» (1967) принесли йому міжнародну славу, а психоделічний дует з Міком Джаггером в картині «Вистава» перетворив його на культову фигуру для всього покоління, яке сповідувало філософію хіпі.
Однак участь в цьому складному та неоднозначному фільмі практично поставила крапку на творчій карь'єрі актора. Самовіддача на знімальному майданчику, регулярне вживання галюциногена DMT, а також смерть батька призвели до тяжкого психічного розладу. Пізніше Джеймс Фокс згадував: «Люди вважають, що це „Вистава“ підірвала мій мозок, ні, він був підірваний задовго до цього. „Вистава“ вселила в мене сумнів щодо мого способу життя. До цього я знаходився на стороні більш непристойного кіно-бізнеса. Після цього все змінилося».
Джеймс Фокс став надзвичайно релігійним, почав сповідувати євангелізм. Однак, 10 років потому, він повернувся в кінематограф. Далі були участь у міжнародній картині «Анна Павлова» (1983), ролі в успішних фільмах «Поїздка до Індії» (1984), «Російський відділ» (1990).
На початку 2000-х років брав участь в кількох відомих проектах, де зіграв професора Лео Саммерлі в телефільмі «Загублений світ» (за однойменним романом Артура Конан Дойла), полковника Рейса в епізоді «Смерть на Нілі» телесеріалу «Пуаро Агати Крісті», містера Солта в «Чарлі і шоколадній фабриці» та Георга V в фільмі «Ми. Віримо у кохання».

## Родина
Джеймс Фокс походить з великої британської театральної та кінематографічної династії:
- батько — Робін Фокс (1913—1971), театральний агент;
- мати — Анджела Вортінгтон, акторка;
- старший брат — Едвард Фокс (нар. 1937), актор; його друга дружина Джоанна Девід, акторка; їхні діти (племінники Джеймса):
  - Емілія Фокс (нар. 1974), акторка;
  - Фредді Фокс (нар. 1989), актор.
- молодший брат — Роберт Фокс (нар. 1952), продюсер кіно та театру.

Сам Джеймс Фокс у вересні 1973 року одружився з Мері Елізабет Пайпер, в подружжя народились п'ятеро дітей:
- син — Том Фокс (нар. 1975);
- син — Робін Фокс (нар. 1976);
- син — Лоуренс Фокс (нар. 1978);
- дочка — Лідія Фокс (нар. 1979); її чоловік — Річард Айоаді, актор;
- син — Джек Фокс (нар. 1985).

## Вибрана фільмографія
| Рік  |    | Українська назва                                | Оригінальна назва                              | Роль                          |
| ---- | -- | ----------------------------------------------- | ---------------------------------------------- | ----------------------------- |
| 1950 | ф  | Історія Мінівер                                 | The Miniver Story                              | Тобі                          |
| 1963 | ф  | Слуга                                           | The Servant                                    | Тоні                          |
| 1965 | ф  | Король Щур                                      | King Rat                                       | лейтенант Пітер Марлоу        |
| 1965 | ф  | Повітряні пригоди                               | Those Magnificent Men in Their Flying Machines | Річард Мейс                   |
| 1966 | ф  | Погоня                                          | The Chase                                      | Джейк Роджерс                 |
| 1968 | ф  | Айседора                                        | Isadora                                        | Гордон Крейг                  |
| 1970 | ф  | Вистава                                         | Performance                                    | Чаз                           |
| 1982 | с  | Ненсі Астор                                     | Nancy Astor                                    | Волдорф Астор                 |
| 1983 | тф | Анна Павлова                                    | Anna Pavlova                                   | Віктор д'Андре                |
| 1983 | тф | Шлях до 1984                                    | The Road to 1984                               | Джордж Орвелл                 |
| 1984 | ф  | Грейстоук: Легенда про Тарзана, повелителя мавп | Greystoke: The Legend of Tarzan, Lord of Apes  | лорд Чарльз Ескер             |
| 1984 | ф  | Поїздка до Індії                                | A Passage to India                             | Річард Філдінг                |
| 1989 | ф  | Прощання з королем                              | Farewell to the King                           | полковник Фергюсон            |
| 1989 | ф  | Могутній Квінн                                  | The Mighty Quinn                               | Томас Елгін                   |
| 1990 | ф  | Російський відділ                               | The Russia House                               | Нед                           |
| 1992 | ф  | Ігри патріотів                                  | Patriot Games                                  | лорд Вільям Голмс             |
| 1993 | ф  | Наприкінці дня                                  | The Remains of the Day                         | лорд Дарлінгтон               |
| 1993 | тф | Серце пітьми                                    | Heart of Darkness                              | Госсе                         |
| 1996 | тф | Подорожі Гуллівера                              | Gulliver's travels                             | доктор Бейтс                  |
| 1997 | ф  | Анна Кареніна                                   | Anna Karenina                                  | Олексій Олександрович Каренін |
| 1998 | ф  | Джинна                                          | Jinnah                                         | Луїс Маунтбеттен              |
| 1999 | ф  | Блакитноокий Міккі                              | Mickey Blue Eyes                               | Філіпп Кромвелл               |
| 2000 | ф  | На віллі                                        | Up at the Villa                                | сер Едгар Свіфт               |
| 2000 | ф  | Сексуальна бестія                               | Sexy Beast                                     | Гаррі                         |
| 2000 | ф  | Золота чаша                                     | The Golden Bowl                                | полковник Боб Ассінгхем       |
| 2001 | ф  | Перше кохання                                   | All Forgotten                                  | Володимир у старості          |
| 2001 | тф | Загублений світ                                 | The Lost World                                 | професор Лео Саммерлі         |
| 2004 | ф  | Принц і я                                       | The Prince & Me                                | король Гараальд               |
| 2004 | с  | Пуаро Агати Крісті: Смерть на Нілі              | Agatha Christie's Poirot: Death of the Nile    | полковник Рейс                |
| 2004 | с  | Міс Марпл Агати Крісті: Тіло у бібліотеці       | Agatha Christie's Marple: Body in the Library  | полковник Артур Бантрі        |
| 2005 | ф  | Чарлі і шоколадна фабрика                       | Charlie and the Chocolate Factory              | містер Солт                   |
| 2007 | ф  | Містер Самотність                               | Mister Lonely                                  | двійник Папи Римського        |
| 2009 | тф | Маргарет                                        | Margaret                                       | Чарльз Павелл                 |
| 2009 | ф  | Шерлок Голмс                                    | Sherlock Holmes                                | сер Томас Ротерай             |
| 2010 | ф  | Ми. Віримо у кохання                            | W.E.                                           | Георг V                       |
| 2010 | с  | Убивства в Мідсомері                            | Midsomer Murders                               | сер Мартін Філдінг            |
| 2012 | ф  | Чиста шкіра                                     | Cleanskin                                      | Скотт Кетесбі                 |
| 2012 | с  | Пригоди Мерліна                                 | Merlin                                         | король Родор                  |
| 2013 | с  | Абатство Даунтон                                | Downton Abbey                                  | лорд Ейсгарт                  |
| 2013 | ф  | Двійник                                         | The Double                                     | полковник                     |
| 2013 | с  | Утопія                                          | Utopia                                         | асистент                      |
| 2014 | ф  | Еффі Грей                                       | Effie Gray                                     | сер Чарльз Істлейк            |
| 2015 | с  | 1864                                            | 1864                                           | лорд Палмерстон               |
| 2015 | с  | Смерть у раю                                    | Death in Paradise                              | Мартін Гудмен                 |
| 2015 | с  | Лондонський шпигун                              | London Spy                                     | Джеймс                        |